# Achí
* Per altres significats vegeu Achí (desambiguació)
L'achí és un idioma maia molt proper al quitxé (K'iche'), parlada pels achís amb nucli original als municipis de Cubulco, Rabinal, San Miguel, Salamá, San Jerónimo, part de Granados i el Chol, tots pertanyents al departament de Baja Verapaz (Guatemala).

## Dialectes
L'achí té dos dialectes: Achí, Cubulco i Achí, Rabinal.

### Achí, Cubulco
Dialecte parlat per 48.252 persones a Cubulco, que posseeix els següents noms alternatius:
- Achi', Cubulco
- Cubulco
- Cubulco Achi
- Kub'u:l
- Kub'u:l Achi
- Achi', Cubulco

### Achí, Rabinal
Dialecte parlat a Rabinal per 37.300 persones, que posseeix els següents noms alternatius:
- Achi', Rabinal
- Chicaj Achi
- Rabinal
- Rab'ina:l
- Rab'ina:l Achi
- Rabinal Achi
- Rabinal K'iche'
- Rabinal Quiché
- Salama Achi
- S Jeronimo Achi
- S Miguel Chicaj Achi

## Alfabet maia achí
Comprèn els següents 30 fonemes: aa' a b' ch' ch ee e ii i j k' k l m n oo o p q q' r s t tz tz' u uu w x y 